# Zgornje Palovče
Zgornje Palovče je naselje v Občini Kamnik.
Na začetku razloženega naselja, do katerega se pripeljemo po 6 kilometrov dolgi asfaltni cesti iz Kamnika stoji okoli 300 let stara 
Budnarjeva muzejska hiša, ki je obnovljena in spomeniško zaščitena. V hiši
je krušna peč in bohkov kot. Znamenitost pa je črna kuhinja, v kateri se začuti kako so živeli naši predniki.